# Бичелдей, Каадыр-оол Алексеевич
Каадыр-оол Алексеевич Бичелдей (тув. Каадыр-оол Алексей оглу Бичелдей; род. 2 января 1950 года) — доктор филологических наук, Академик РАЕН и РАСН, почётный профессор ТувГУ, директор Национального музея Республики Тыва, депутат Государственной думы Федерального собрания Российской Федерации третьего созыва, кавалер Ордена Республики Тыва.

## Биография

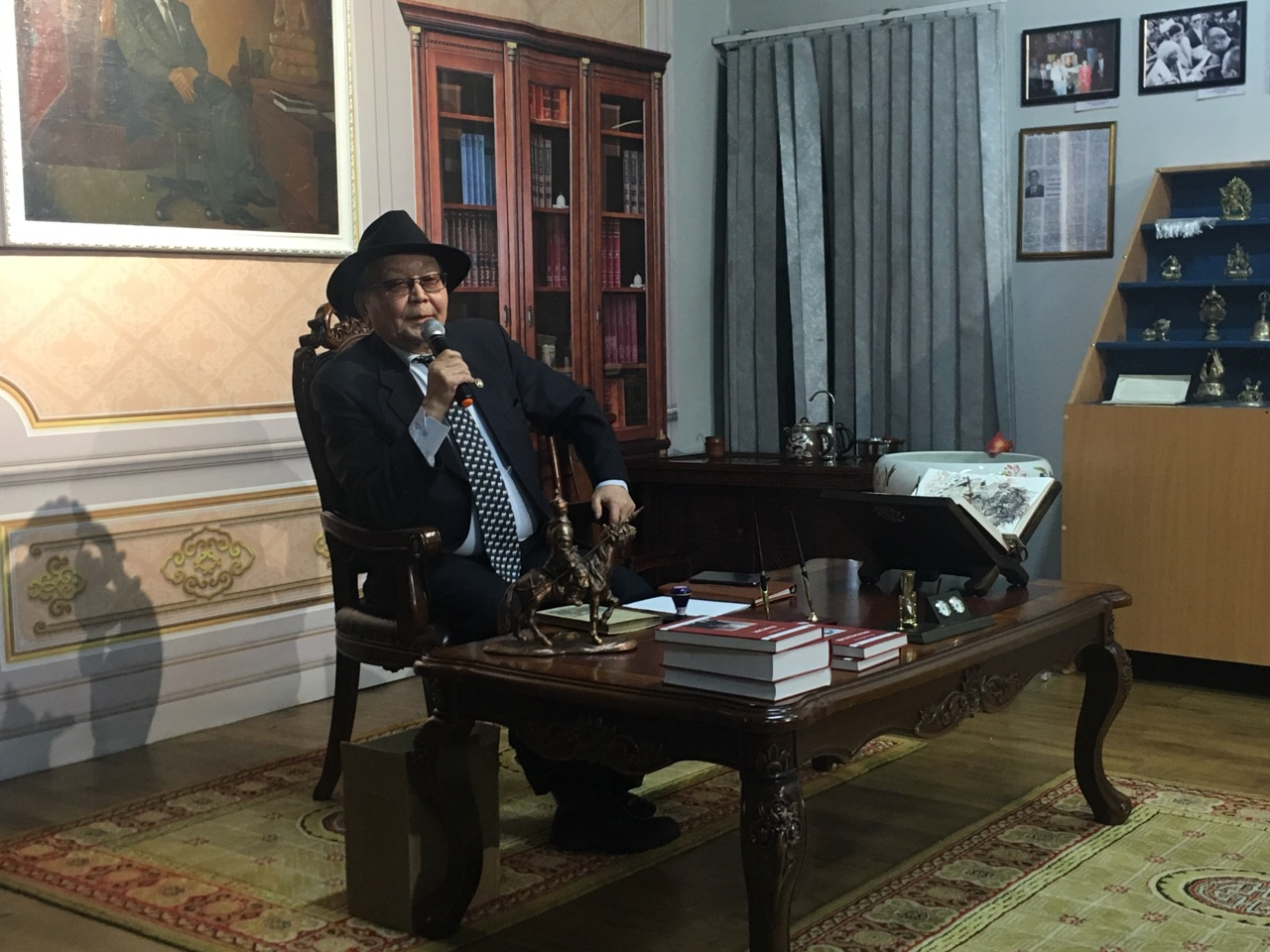
Бичелдей Каадыр-оол Алексеевич в Национальном музее Республики Тыва

Родился 2 января 1950 года в посёлке Пестуновка Улуг-Хемского района Тувинской АССР в семье рабочих.

### Образование и работа
В 1968 году окончил среднюю школу. С 1968 по 1970 год учился на филологическом факультете Кызылского государственного педагогического института. Окончил Монгольский государственный университет (г. Улан-Батор) в 1975 году по специальности «востоковед-филолог». В 1982 окончил аспирантуру Института истории, филологии и философии СО АН СССР в г. Новосибирске. Доктор филологических наук.
С 1975 по 1990 год — научный сотрудник, заведующий секторами культуры, языка и письменности Тувинского научно-исследовательского института языка, литературы и истории.

### Политическая деятельность
В 1990 году избирался народным депутатом Республики Тува и Российской Федерации, был членом Верховного Совета РФ, руководил рабочей группой по подготовке Закона Российской Федерации «О языках народов Российской Федерации». С 1991 по 1993 год[уточнить] — председатель Верховного Совета Тувы. В декабре 1993 года был избран депутатом, в январе 1994 года — председателем Верховного Хурала Республики Тыва. С 1994 по 1998 год — председатель Верховного Хурала Республики Тыва. С января 1996 года по июль 1998 года входил в Совет Федерации, был членом Комитета по международным делам, заместителем Председателя Комиссии Совета Федерации по регламенту и парламентским процедурам. Затем был депутатом, председателем Комитета по законодательству, конституционно-правовой политике Верховного Хурала (г. Кызыл).
В 1999 году был избран в Государственную Думу РФ III созыва по федеральному списку избирательного блока «Межрегиональное движение Единство» (МЕДВЕДЬ), был членом фракции «Единство», заместителем председателя Комитета ГД по делам национальностей.
Соавтор учебника тувинского языка для 5-го класса, словаря и учебного пособия для желающих выучить тувинский язык, опубликовал более 40 научных статей по проблемам тувинского языка, культуры, религии и философии тувинского народа. Академик Российской академии социальных наук.

### Дальнейшая деятельность
С 2003 по 2007 — депутат Законодательной палаты Великого Хурала Республики Тыва.
С 2007 по 2008 — руководитель канцелярии председателя правительства Республики Тыва.
С 2008 по 2012 — директор Тувинского института гуманитарных исследований при Правительстве Республики Тыва.
С июня 2012 по 2015 — министр образования и науки Республики Тыва.
С 2015 по 2016 — заместитель председателя правительства Республики Тыва по информационной политике и информатизации.
С 2017 — директор Национального музея имени Алдан-Маадыр Республики Тыва.

## Семья
Женат, имеет троих детей.

## Награды
Орден Республики Тыва, медаль в честь 850-летия Москвы, Почетные грамоты Совета Федерации Федерального Собрания РФ, Государственной Думы Федерального Собрания РФ, Верховного Хурала (парламента) Республики Тыва. Заслуженный работник Хубсугульского аймака Республики Монголия.